# Gajnik
Gajnik is een plaats in het Poolse district  Kłodzki, woiwodschap Neder-Silezië. De plaats maakt deel uit van de gemeente Międzylesie en telt 130 inwoners.